# Un dono speciale di nome Bob
Un dono speciale di nome Bob (in inglese A gift from Bob) è un romanzo autobiografico di James Bowen. Il libro è il seguito di il mondo secondo Bob.

## Trama
James Bowen e Bob vivono sereni la propria vita grazie al successo del libro A spasso con Bob. Il ragazzo è ormai completamente uscito dal tunnel della droga e non lavora più come venditore di giornali. Durante il Natale 2013 Bowen ripensa a vari natali della propria vita, quelli in cui era un tossicodipendente e quelli in cui grazie al proprio gatto stava uscendo dal tunnel della droga e mettendo a posto la propria vita.

## Edizioni
- James Bowen, Un dono speciale di nome Bob, traduzione di Maria Teresa Badalucco, Sperling & Kupfer, 2016.